# Quận Harney, Oregon
Quận Harney là một quận nằm trong tiểu bang Oregon. Năm 2000, dân số là 7.609. Được thành lập vào năm 1889, tên của nó được đặt để vinh danh William S. Harney, một sĩ quan quân đội tham dự vào Chiến tranh con heo (Pig War) và khá nổi bật tại Tây Bắc Thái Bình Dương. Quận lỵ là Burns.

## Địa lý
Harney là quận lớn nhất tại Oregon.  Theo Cục Điều tra Dân số Hoa Kỳ, quận có tổng diện tích là 26.486 km² (10.226 mi²). Trong đó có 26.248 km² (10.134 mi²) là đất và 239 km² (92 mi²) hay 0,90% là nước, phần lớn là Hồ Harney.
Núi Steens là đặc điểm địa hình nổi bật của quận, cao 9700 feet trên mặt biển và trải rộng nhiều dặm ngang một vùng tương phản khá bằng phẳng. Về phía đông nam là Hoang mạc Alvord, nơi khô nhất tại Oregon, và về phía bắc là Lòng chảo Harney gồm có Hồ Malheur và Hồ Harney.

### Các quận giáp ranh
- Quận Lake, Oregon - (tây)
- Quận Deschutes, Oregon - (tây bắc)
- Quận Crook, Oregon - (tây bắc)
- Quận Grant, Oregon - (bắc)
- Quận Malheur, Oregon - (đông)
- Quận Humboldt, Nevada - (nam)
- Quận Washoe, Nevada - (tây nam)

## Lịch sử
Người bản thổ châu Mỹ sống trong vùng này vào thời của Cuộc thám hiểm của Lewis và Clark là người Bắc Paiute thường đánh nhau với các bộ lạc Tenino và Wasco. Peter Skene Ogden là người châu Âu đầu tiên khám phá ra vùng này khi ông dẫn một đoàn người buôn da thú của Công ty Vịnh Hudson năm 1826.
Quận Harney được tách ra từ hai phần ba phần phía nam của Quận Grant ngày 25 tháng 2 năm 1889. Một cuộc tranh cãi chính trị dữ dội trong đó có việc các kị sĩ vũ trang phải đi vào ban đêm để đưa các tài liệu của quận từ Harney đến Burns kết thúc khi Burns trở thành quận lỵ của quận năm 1890. Khu dành riêng cho người bản thổ Sông Malheur được thành lập theo Lệnh Hành pháp ngày 14 tháng 3 năm 1871 và người bản thổ Bắc Paiute trong phạm vị tiểu bang Oregon được định cự tại đây. Số người Paiutes còn lại là khoảng 200 người và sống trong một cộng đồng nhỏ ngay bên ngoài Burns. Họ tự nhận mình là Bộ lạc Paiute ở Burns và tự giúp mình trong việc điều hành một sòng bài nhỏ và cho những nông gia địa phương thuê mướn đất bộ lạc.

## Các cộng đồng

### Các thành phố hợp nhất
- Burns
- Hines

### Các cộng đồng chưa hợp nhất
- Andrews
- Crane
- Drewsey
- Frenchglen
- Lawen
- Riley
- Wagontire